# Puerto Antonio Morán

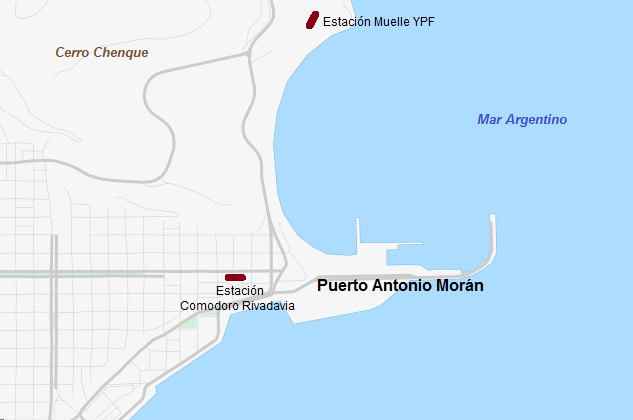
Plano del puerto y sus alrededores, incluidas las antiguas ubicaciones de las estaciones del Ferrocarril de Comodoro Rivadavia cercanas.

El Puerto de Comodoro Rivadavia (también denominado como Puerto de Comodoro Rivadavia) es un puerto argentino ubicado en el sector este de la Zona Sur de Comodoro Rivadavia, provincia del Chubut.
Es el puerto de servicios más completo de la Patagonia por ser movilizador de cargas regionales que, articulado con otros sistemas de transporte, permite potenciar su oferta de servicios de transferencia de carga con el Corredor Bioceánico utilizando además como palanca diferenciadora, a la Zona Franca.
De uso público y comercial, compuesto por dos muelles. Su nombre se debe al primer intendente de Comodoro, también puesto en el Parque eólico de la ciudad.
El puerto es operado y administrado por la Administración de Puerto de Comodoro Rivadavia, bajo la supervisión de la Junta Provincial Portuaria del Chubut. Las principales actividades que el puerto atiende son pesca comercial, recepción de minerales y, en menor medida, cargas generales y provisión de combustibles.

## Historia

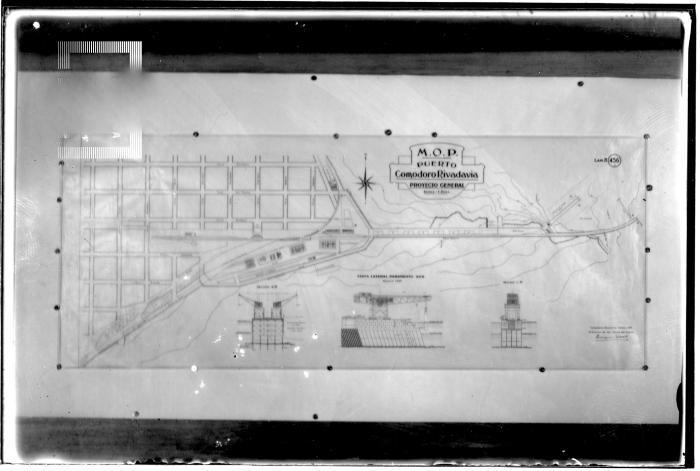
Mapa de la proyección del puerto Antonio Morán conectado profundamente al ferrocarril. Nótese el empalme de la vía al puerto en línea recta a la estación de trenes.

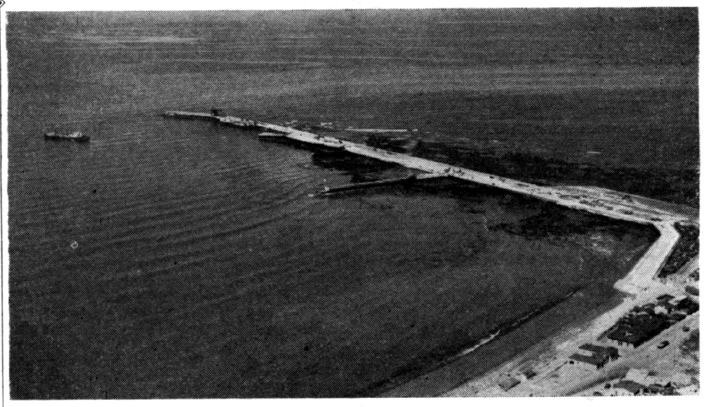
El puerto en los 50.

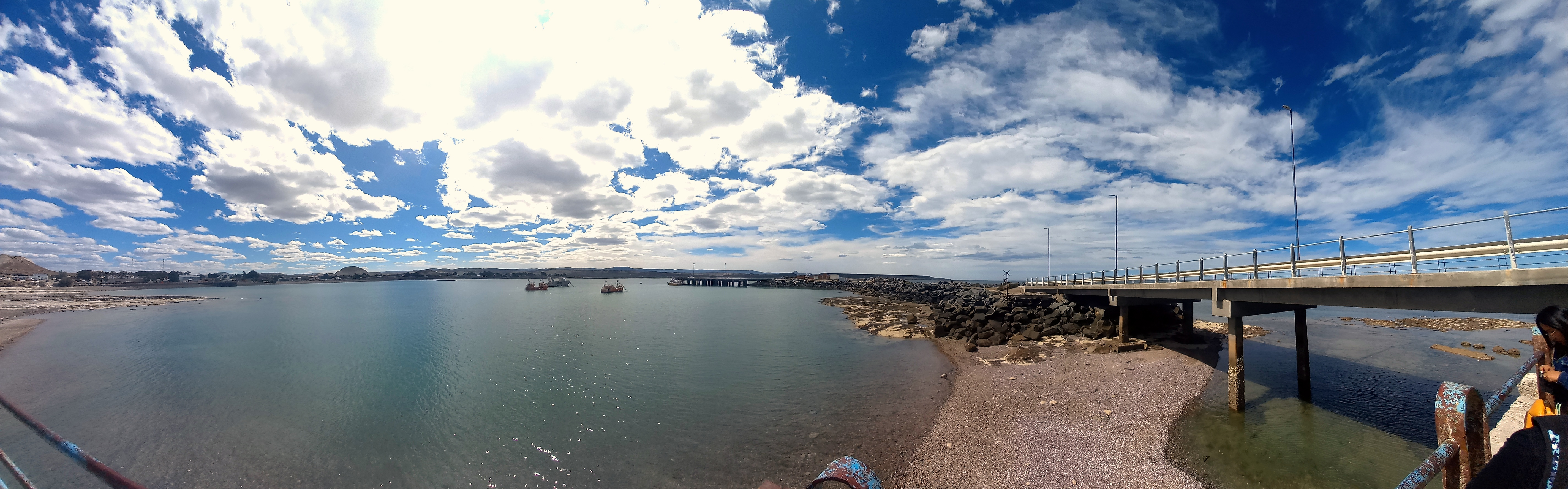
Vista detallada del puerto de ultramar desde el final del muelle turístico en Caleta Córdova.

El 11 de marzo de 1889, Francisco Pietrobelli llegó a las costas de la rada de la actual ciudad de Rada Tilly, en compañía de indios Tehuelches, buscando un lugar adecuado que sirva como puerto para abastecer de materiales y alimentos a la recién fundada Colonia Sarmiento, debido al que el puerto más cercano era Madryn, perteneciente a la colonia galesa del valle del Chubut. El 26 de junio, Pietrobelli finalizó la construcción del primer galpón de la zona en 1900 y el 23 de febrero de 1901, por decreto del Gobierno Nacional, se dio a esta población el nombre de Comodoro Rivadavia, en homenaje al marino Martín Rivadavia, nieto del presidente Bernardino Rivadavia, y quien fuera el primer marino argentino que fondeó su corbeta en la rada. Si se analiza la historia el motivo de la fundación de la ciudad del Chenque es la creación de este puerto. 
A los pocos años de creación del pueblo, en 1908 se erigió el muelle Maciel, antecesor del puerto. El mismo estaba ubicado a un costado de la vía que fue terminada en 1910 y poesía un empalme que dirigía a las formaciones ferroviarias al pequeño muelle ubicado sobre la playa costanera. Sin embargo, era precario y sencillo como el empalme en medidas y tecnología. Esto no le impidió operar cargas y transporte de pasajeros con lanchas y grúas ferroviarias. Era un punto clave para las descargas y las exportaciones de mercaderías y estaba operado por grúas ferroviarias. El gran movimiento llevó a que el muelle reciba también a pasajeros procedentes de barcos en forma precaria. El gran trabajo del muelle primitivo se vio reforzado desde 1910 por el muelle de km 5, construido para descargar los materiales necesarios para el ferrocarril. Hasta éste también ingresan las vías que facilitan el traslado de cargas. Además, YPF incorporó en 1913, en cercanías otro muelle preparado para la recepción de cargas hizo alivió en las tareas del muelle Maciel.
Ante el gran movimiento que la ciudad petrolera había alcanzado, se hizo evidente la necesidad de un puerto más grande y moderno. De este modo, en 1920 comenzaron los estudios del terreno que posteriormente permitieron el inicio de las primeras obras de infraestructura. En un principio el proyecto original planteaba la construcción de una escollera de defensa de piedra que debían traerse por el ferrocarril desde la zona de Pampa del Castillo, pero los altos costos del transporte ferroviario obligaron a una alternativa diferente. Se ideó la construcción de un muro de paramento vertical de hormigón, cuya base se nivelo con bolsones de arpillera, que fueron confeccionados por mujeres de Comodoro Rivadavia  en los galpones que se construyeron en el ingreso al puerto, estos bolsones se  rellenaban  de hormigón, y frente la a cantidad de material necesario  se  construyó una molienda de piedras para partir las mismas. Para completar la obra se debió importar desde Alemania el cemento que llegaba en barriles de madera. Una vez confeccionados los bolsones se transportaban en vagonetas, sobre las vías que en el futuro fueron la prolongación del ferrocarril hasta al muelle, esto permitió un trasporte ágil y rápido desde el barco hasta los Depósitos de Y.P.F. Gracias a esto, desde el año 1923, sobre las denominadas Restinga Punta Borja y Restinga Sud, se iniciaron las tareas de construcción del puerto. En agosto el ferrocarril de Comodoro Rivadavia confirmó su papel preponderante en el desarrollo de esta zona, dado que fue pieza fundamental en la construcción del puerto. Gracias a los trenes se pudo transportar enormes cargas de material para relleno de la restinga Punta Borjas. El puerto contó con una línea especial que buscaba escombros y tierra de relleno en una cantera a Punta Piedras; años más tarde se denominaría ramal a Punta Piedras. Luego de paralizarse las obras, el puerto fue parada obligada para las cargas de este ferrocarril hasta su cierre. Debido a que no existía suelo firme, se recurrió a realizar sacos de arpillera que se llenaron de hormigón y fueron depositados en el fondo del mar hasta llegar al nivel adecuado. Luego, se construyó una pequeña dársena que se utilizó para la descarga de materiales provenientes del puerto de Buenos Aires.
Desde 1929 con una buena parte del puerto concluido se comienzo a centralizar la operatoria de cargas, en reemplazo del Muelle Maciel que dejó de operar y al poco tiempo fue desmantelado. Los primeros datos de 1929 revelan que se año se transportaron 4.500 toneladas de lana, 1.139 toneladas de cueros lanares, 33 toneladas de cuero vacuno, 11 toneladas de cuero de zorro, además de cuero de nutria, plumas de avestruz y ñandú. Sin embargo, siempre el mayor transporte fue el petróleo y sus derivados, lo que motivó la construcción de una estación de ese tipo.
Una vez realizada esta base se construyeron grandes bloques de hormigón que fueron dando forma a la escollera que protege hasta el día de hoy a los buques de las marejadas y vientos fuertes del sud.
El primer barco llegó en 1933 y la obra fue bajando el ritmo desde 1935. Además, varias obras se construyeron paralelas al puerto como, por ejemplo, edificios para aduana, usina, viviendas para personal técnico, talleres, entre otros.
El avance de la obra produjo que la actividad ferroviaria y portuaria se mudaran a este punto. Como resultado, las tareas de carga y descarga marinas quedaron centradas y apoyadas por el embarcadero ferroviario desde entonces hasta 1978. La intensa actividad del embocadero se vio reflejada en el informe de 1958 que lo describe como "estación de cargas y conectada mediante el empalme con líneas de la Administración General de Puertos. Llamativamente, no se comunicó más detalles de infraestructura del embarcadero o del desvío/ramal al puerto. Además, no fueron aludidos en la nómina de elementos de infraestructura del ferrocarril o la cercana estación Comodoro Rivadavia quizás por su dependencia de Administración Nacional de Puertos.
En 1940 es filmada, con escenas en este puerto, la película Petróleo. En ella se muestran los trabajos del ferrocarril en este puerto.
Las obras se vieron paralizadas completamente en 1950 dado que las obras ya habilitadas podían llevar las tareas de desembarco de cargas sin inconvenientes. De este modo, hasta los años 1990 el puerto quedó inconcluso.
En 1959 durante la visita del entonces presidente Frondizi, el puerto estuvo a punto de terminarse; cuando el presidente dio a elegir entre las 2 grandes necesidades de Comodoro: la finalización del puerto o el acueducto. Sin embargo, el intendente municipal se terminó decantando por el acueducto que desde 1966 conectó la ciudad con el lago Musters desde entonces.
Con la primera etapa concluida la segunda inició su construcción en 1955 si bien las obras pudieron avanzar al principio de este periodo con buen ritmo, quedaron paralizadas a partir de 1963, durante muchos años. Los motivos son varios: desde la falta de financiamiento hasta las dificultades para conseguir personal.
En 1978 el ferrocarril desaparece y el puerto pierde este medio de transporte. Aún hoy existen vestigios de los servicios ferroviarios.
En 1992, el Gobierno argentino transfirió el puerto a la órbita de la provincia del Chubut. La ley dejó bajo jurisdicción de la nueva administración portuaria: el puerto Comodoro Rivadavia, el muelle General Mosconi (destinado a descarga de combustibles de la empresa YPF S.A.), la monoboya ubicada en Caleta Olivares (para la carga de petróleo crudo operada por la empresa TERMAP S.A.) y el puerto pesquero de Caleta Córdova.
Este cambio benefició a la continuación de las obras del puerto, que comenzaron nuevamente en 1994 y se finalizaron el 12 de octubre de 1996. Las obras se retomaron con fondos provinciales provenientes del pago de bonos por la deuda histórica de regalías de YPF con la provincia del Chubut. En las mismas se incluyen: ampliación más importante del puerto, construyéndose 216 m del frente de atraque del muelle de ultramar y un muelle pesquero de 108 m, dragado del ante puerto y en el muelle de Ultramar (se logró una profundidad de 10 m al cero de marea), construcción de un cerramiento que permitió recuperar 15,6 ha de terreno en la sur del puerto (para el asentamiento de las empresas de servicios portuarios que operarían en el futuro). Actualmente, los geólogos de la UNPSJB consideran que la construcción de obras civiles en el mar como la del puerto modificó el perfil de playa ya que se generó un cambio en la forma en que las olas chocan contra la costa y dónde lo hace. El cambio en las corrientes marinas y la incidencia del oleaje sobre la costa produjo notable erosión sobre el talud del cerro Chenque. Aunque el fenómeno venía avanzando se agravó desde 1996 cuando fue concluido el puerto.
El 1 de octubre de 1998 se transﬁrió al ente público no estatal, la recientemente creada, Administración  Portuaria Del Puerto de Comodoro Rivadavia. 
En 2003 el astillero del puerto tuvo en su taller  buques y 2 monoboyas en plena fase de reparación. Además, tenía contrato para construir a nuevo 3 de esos buques, pero finalmente por problemas propios de la pesca y cuestiones vinculadas a permisos de ambas provincias, no se logró llevar adelante. El Astillero Comodoro hace alrededor de catorce años que está cerrado por un crédito que había pedido Astilleros Comodoro Rivadavia S. A de 8 millones de dólares y que nunca pagó. El astillero cuenta con un predio de una superficie aproximada de 21.359,24 m² terrestres y 7885 m² acuáticos. En su momento tenía un autoelevador sincrónico con capacidad para elevar buques de hasta 90 metros de eslora. De este modo, a pesar de tener todo el espacio el puerto no tiene en funcionamiento esta industria clave.Desde 2022 intenta ser reactivado mediante licitación. 
En  el Año 2004 se modiﬁcó el estatuto y a partir de esa fecha la Administración Portuaria se dirige por un Administrador designado por el Gobernador de la provincia del Chubut,  
En el mes de julio de 2009 se inicia la II etapa de la ampliación del Puerto que quedó paralizada en julio  2011, 

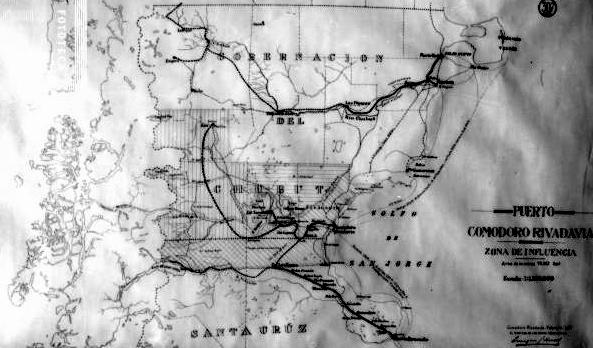
Zona de influencia del Puerto Antonio Morán y del ferrocarril en sus inicios que se extendía hacia la cordillera y el centro de a provincia.

Hacia principios de los años 2010, se evaluaba la recuperación de alrededor de 16 ha de tierras ganadas al mar, la construcción de una segunda dársena, y también la instalación de servicios para atender la reparación de buques de hasta 90 m de eslora.En 2011 se inició la ampliación del puerto que planificó una nueva plazoleta fiscal y la ampliación del muelle para que puedan operar 6 barcos. Las obras fueron abandonadas por cuestiones políticas.
Las obras se retomaron en 2016. Durante octubre de 2017, el gobierno nacional llevó adelante obras en el puerto para duplicar su capacidad operativa.Los trabajos fueron terminados en septiembre de 2018, ampliándose el muelle de Ultramar en 72 m, quedando con 288 m de frente de atraque; el muelle pesquero se amplía en 84 m, totalizando 192 m de frente de atraque.
En 2023, el gobierno nacional anunció el dragado del puerto de ultra mar afectado; el cual se halla afectado por sedimentos acumulados e impide que barcos de gran porte no puedan operar en la terminal portuaria. La obra permitirá recuperar la profundidad de diez metros. Además, los trabajos incluirán un muro costero y los sedimentos extraídos en el muelle de ultramar serán depositados en el nuevo recinto. Gracias a esto,  se crearan nuevas hectáreas para aumentar el ejido portuario. Por otro lado, las autoridades portuarias negocian con el gobierno nacional la posibilidad de aprovechar los sedimentos extraídos del fondo marino para conquistar 9,3 hectáreas al mar en la zona frente al Centro Cultural de la ciudad. Esto permitiría extender la zona portuaria y extra portuaria.
En agosto de 2023 se llegó a la conclusión que en la zona costera entre el puerto de Comodoro y el Chalet Huergo, entre 1968 y 2023, se puede calcular una tasa de retroceso de la costa en valores van entre 60 centímetros y 1,10 metro. De este modo, se concluye que la costa se retira un metro hacia atrás en promedio por año. Actualmente, los geólogos de la UNPSJB consideran que la construcción de obras civiles en el mar como la del puerto  modificó el perfil de playa ya que se generó una modificación en la forma en que las olas chocan contra la costa y dónde lo hace. Eso se intensifica en las tormentas y el cambio climático que aumenta el nivel del mar. Además, los profesionales aseguran que el sedimento va a parar a las aguas que rodean al puerto y no la playa lo que agrava la erosión. En los siguientes días se concluyó que la masa a desplazarse próximamente sería de unos 150.000 metros cúbicos, equivalente a 300.000 toneladas y que el frente costero ya habría perdido a lo largo de los años de erosión unos 250.000 metros cúbicos acumulados de bajo del mar que hoy hacen dificultosa la operatividad del puerto por quitar profundad a la costa que rodea. Por este motivo, en 2024 se inició la obra de dragado de la zona portuaria y los trabajos terminados alcanzaron una profundidad de 7,5 metros en el antepuerto y 10 metros a pie de muelle y en la hoya del muelle de ultramar. Asimismo, se creó un área de 8,5 metros de profundidad para retener y proteger al recinto portuario de los sedimentos que resulten de las corrientes marinas, revelando que durante la ejecución se extrajo del fondo marino 257.294 mil metros cúbicos de depósitos.
En 2025 fue licitado por un plazo de 20 años el astillero naval. Luego de un largo periodo de abandono se puede contar con la recuperación del taller de reparaciones navales del astillero, la rehabilitación del elevador sincrónico de buques, clave para la operatividad del puerto; y la renovación de la nave central para un mejor servicio de mantenimiento de embarcaciones. 

## Infraestructura
Presenta un muelle de ultramar de 216 metros de largo. Este puerto, tradicionalmente de aguas internas agitadas, está protegido por una obra de abrigo de 300 metros de longitud. A lo largo del muelle la profundidad es de 10 metros y en todo el puerto es de 8 metros, posee dos sitios de amarre para pesqueros de 100 y 108 metros de longitud.
El puerto dispone de dos plazoletas de contenedores de 20 y 40 toneladas, una grúa móvil de una capacidad máxima de 45 toneladas y un montacargas de siete toneladas.

## Características

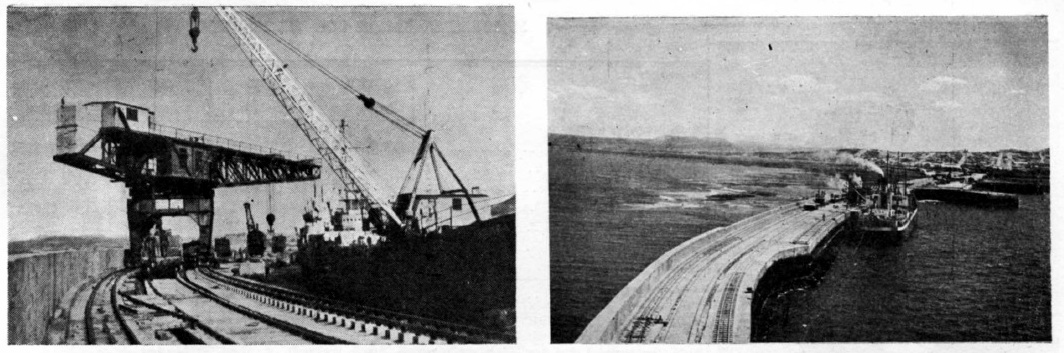
El puerto de Comodoro con gran cantidad de instalaciones ferroviarias.

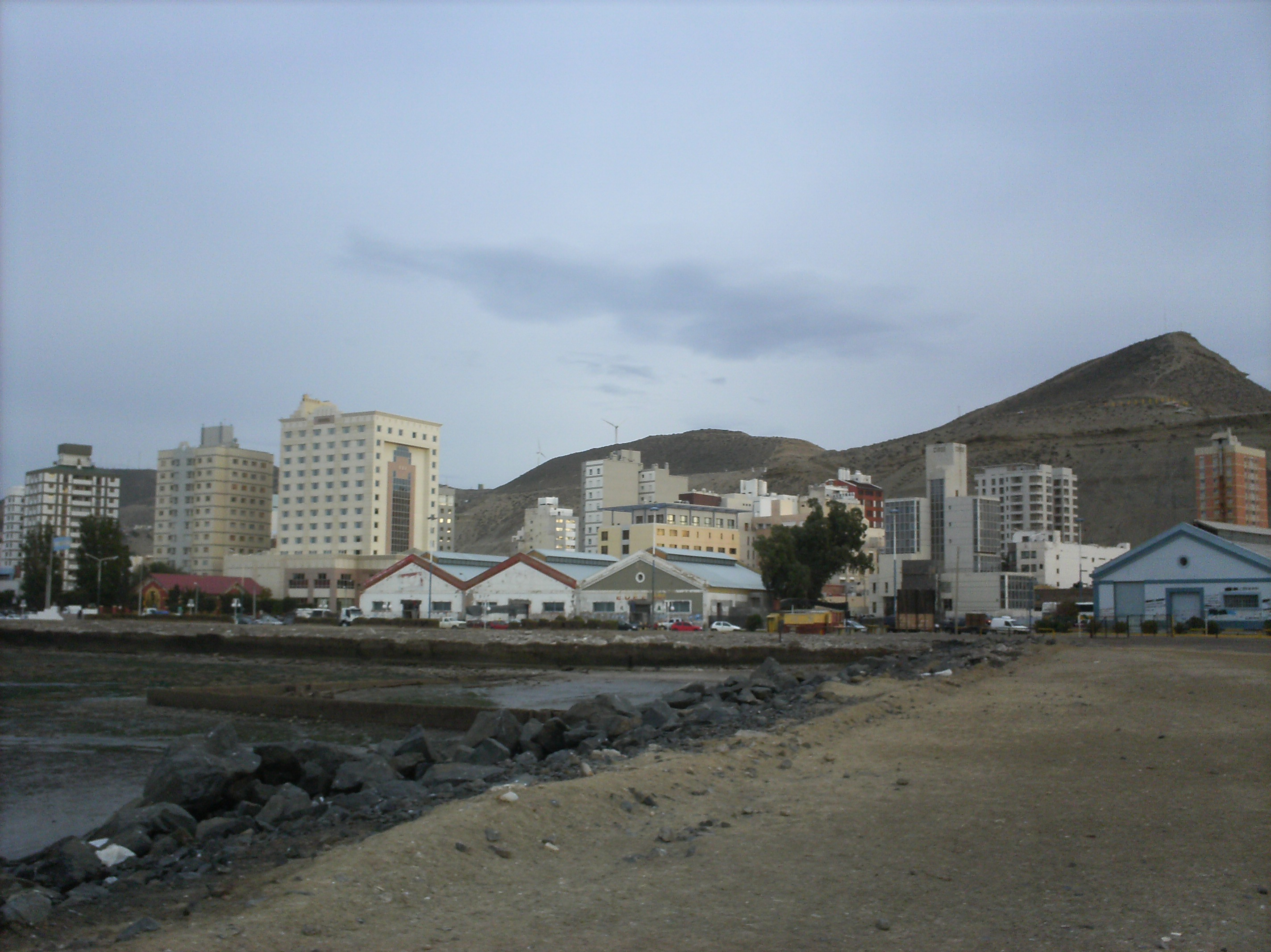
La ciudad con sus galpones portuarios en desuso y otros en uso, de color azul, en el área del puerto. Nótese también la nueva tierra ganada al mar.

El puerto presenta una profundidad de 8 m, mientras que a lo largo del muelle es de 10. La actividad pesquera del puerto es muy importante en la zona, siendo centro de captura de langostinos y centollas. Además, es considerado como el puerto de servicios más completo de la Patagonia argentina.
| Muelles                   | 3; en total: 16.960 m²                          |
| Depósitos                 | 922 m² (en total)                               |
| Tanques                   | 3: un tanque de 300 m³ y dos de 65 m³ cada uno. |
| Plazoleta de contenedores | 2: una de 4.500 m² y otra de 3.000 m²           |
| Cámara Frigorífica        | 2 cámaras de 20,60 m x 20,40 m cada una         |
| Playas ferroviarias       | Solo quedan restos abandonados                  |
| Reparaciones navales      | No (Cuenta con astillero no operartivo)         |

### Muelles
El puerto está conformado por 3 muelles, denominados Ultramar, Pesquero y General Mosconi. Además, al norte del puerto, existe un muelle para carga y descarga de petróleo y subproductos, propiedad de YPF.
|                    | Muelle Ultramar              | Muelle Pesquero              | Muelle Gral. Mosconi |
| ------------------ | ---------------------------- | ---------------------------- | -------------------- |
| Largo              | 218 m                        | 108 m                        | 125 m                |
| Ancho              | de 15 a 40 m                 | 50 m                         | 108 m                |
| Profundidad al pie | 10 m                         | 5 m                          | 5 m                  |
| Defensas           | Tipo MV con escudo cada 18 m | Tipo MV con escudo cada 18 m | -                    |
| Tráfico            | Cargas generales y pesca     | Pesqueros                    | Pesqueros            |

### Clima
Temperaturas: la media anual es de 12,7°C, la media máxima de 25,5 °C y la media mínima de 3,1 °C.
Vientos: predominan las direcciones oeste y sudoeste.
Precipitaciones: la media anual es de 189 mm y el mes de máximas precipitaciones es en mayo.
Nieblas: se dan principalmente durante el invierno y con una frecuencia de 4 días al año.
Corrientes: son en general paralelas a la costa y de baja velocidad.

## Astillero

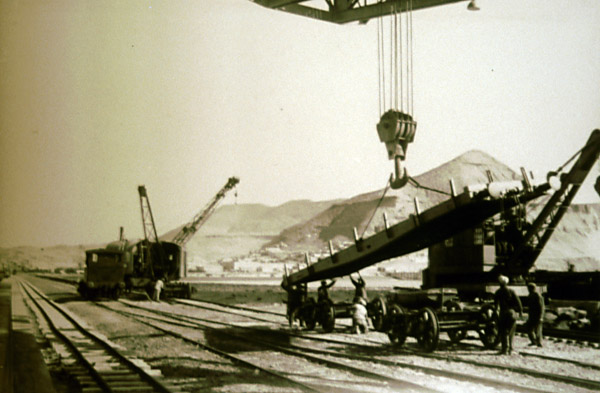
Grúa "Titán" descargando vagones del Ferrocarril.

El puerto posee un astillero ubicado en la dársena que contiene al muelle pesquero. Al contar con un cobertor de capacidad para dos naves paralelas de 70 m por 40 m, permite que se puedan realizar reparaciones y construcciones navales bajo techo sin que sean afectados por los cambios del clima.
Posee tres puentes-grúa de 8 Tn. de capacidad cada uno. Además, dentro de la dársena, y para la maniobra de izar y botar los elementos flotantes a reparar, opera un elevador sincrónico (también denominado Syncrolift) equipado con 12 winches impulsados por motores Rolls-Royce que (individualmente) desarrollan una potencia de 320 Tn. Esto permite que el conjunto pueda elevar 3.400 Tn., teniéndose como límite buques de hasta 2.300 Tn.

## Accesos

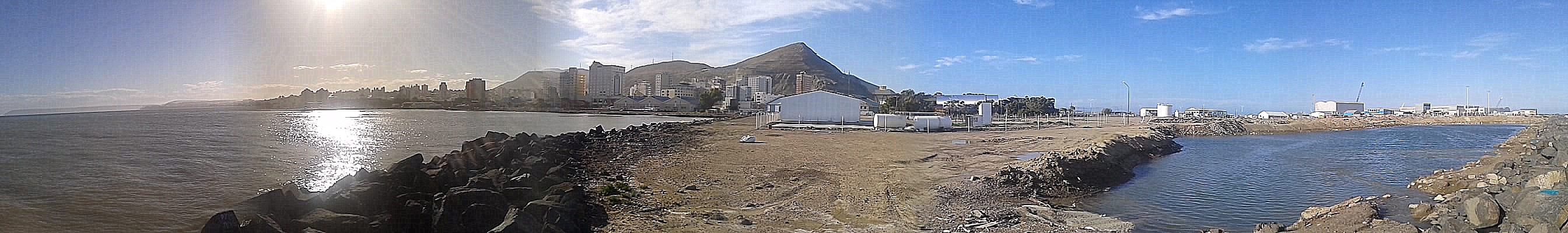
La ciudad de Comodoro y parte del puerto con su nueva ampliación

Vial: La Ruta Nacional 3 pasa enfrente del puerto y lo vincula con el resto de la red vial de Argentina. Además, por la Ruta Nacional 26 se conecta con la zona cordillerana y Chile.
Ferroviario: No posee. Anteriormente existía una conexión con el Ferrocarril de Comodoro Rivadavia, como así también una estación en las cercanías.
Por agua: El acceso es directo desde el mar y el atraque es diurno. Además, no se requiere el uso de remolcadores, aunque en caso de considerarse necesarios deben solicitarse a otros puertos (como los de Bahía Blanca y Madryn).
Por aire: El Aeropuerto Internacional General Enrique Mosconi se encuentra a 11 km al norte de la ciudad y desde allí operan vuelos a distintas partes de Argentina.

## Galería

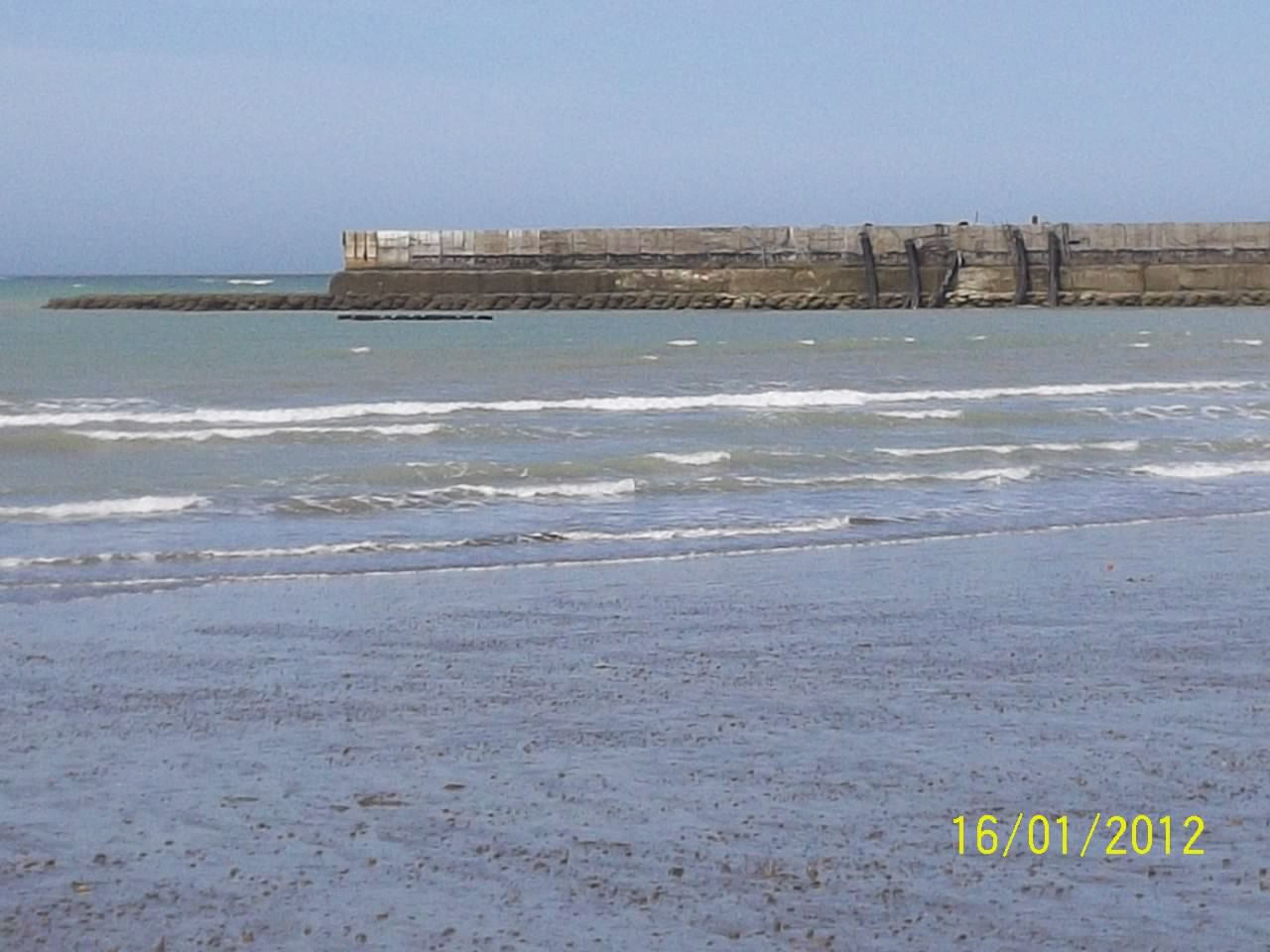
Vista del sector norte del puerto
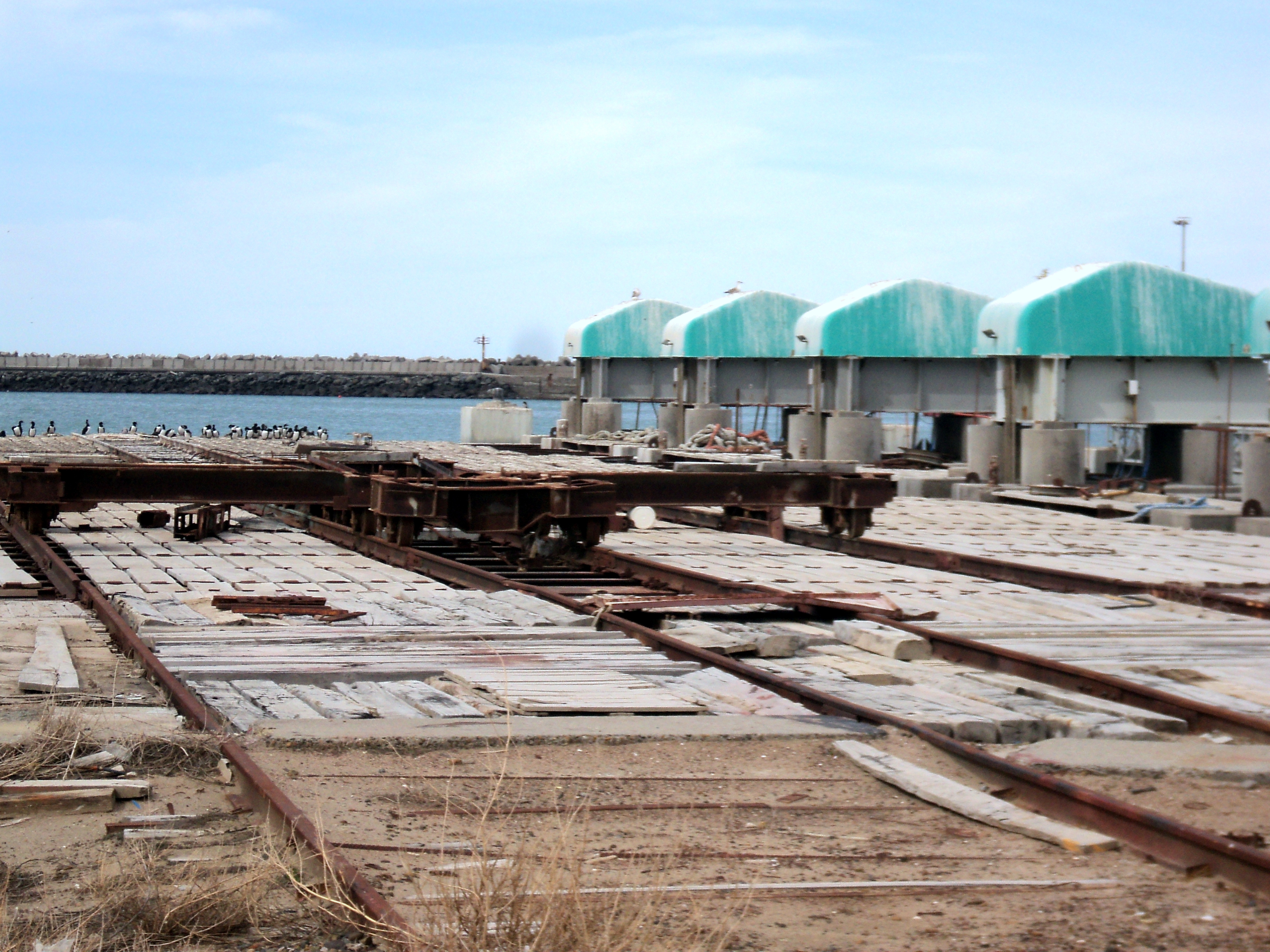
Vías en desuso que arriban al mar
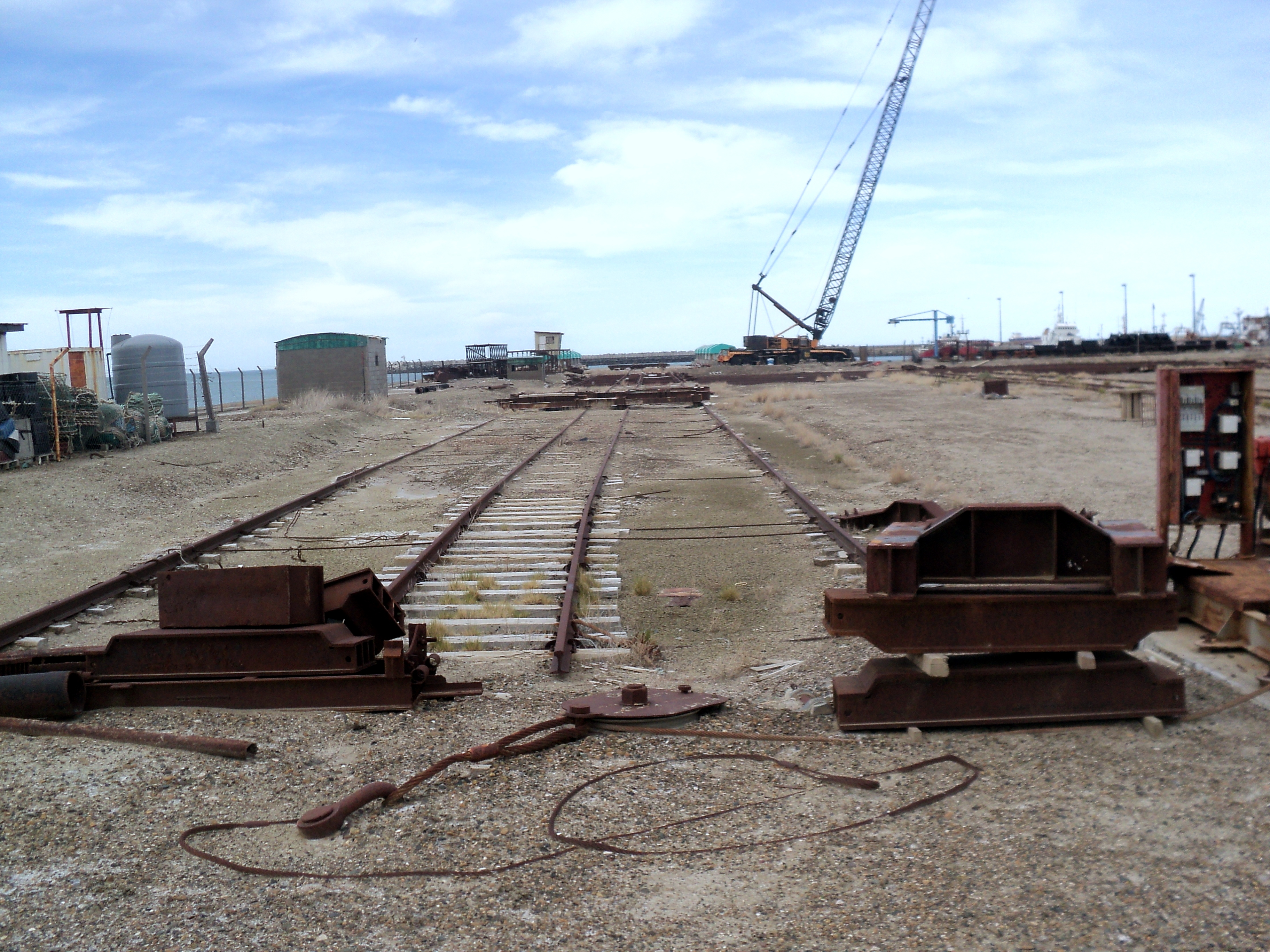
Restos ferroviarios en el puerto Antonio Morán